# Lyman U. Humphrey

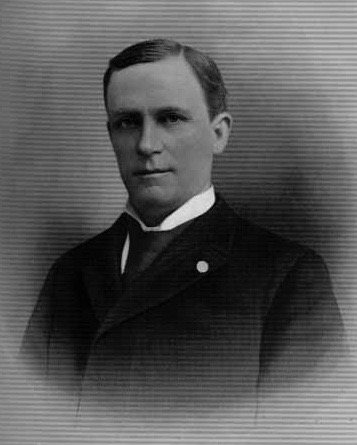
Lyman U. Humphrey

Lyman Underwood Humphrey (* 25. Juli 1844 in New Baltimore, Ohio; † 12. September 1915 in Independence, Kansas) war ein US-amerikanischer Politiker und von 1889 bis 1893 der elfte Gouverneur des Bundesstaates Kansas.

## Frühe Jahre und politischer Aufstieg
Lyman Humphrey besuchte die örtlichen Schulen seiner Heimat. Bei Ausbruch des Bürgerkrieges unterbrach er die High School, um in die Armee einzutreten. Im Verlauf des Krieges nahm er an zahlreichen Schlachten teil. Unter anderem war er auch bei der Eroberung von Atlanta in Georgia und am Vormarsch der Union durch den Süden unter General William T. Sherman beteiligt. Dabei erlitt er auch einige Verwundungen. Im Juli 1865 wurde er ehrenhaft aus der Armee verabschiedet. Anschließend setzte er seine Ausbildung fort. Er besuchte das Mount Union College und studierte an der University of Michigan Jura. Im Jahr 1868 wurde er als Anwalt zugelassen. Nach einem Umzug in das Shelby County in Missouri wurde er dort Lehrer und Herausgeber einer Zeitung. Im Jahr 1871 kam er nach Independence in Kansas, dort gründete er die Zeitung „Independence Tribune“. Zwei Jahre später eröffnete er auch eine Anwaltskanzlei.
Humphrey war Mitglied der Republikanischen Partei. Seine politische Laufbahn begann im Jahr 1876 mit seiner Wahl in das Repräsentantenhaus von Kansas. Nach dem Rücktritt des Vizegouverneurs Melville J. Salter im Jahr 1877 wurde Humphrey in dieses Amt gewählt. In den Wahlen des Jahres 1878 wurde er in diesem Amt bestätigt. Damit war er von 1877 bis 1881 Vizegouverneur (Lieutenant Governor) von Kansas. Nach einem kurzen Zwischenspiel als Richter wurde Humphrey im Jahr 1884 in den Staatssenat gewählt und wurde dessen Präsident. Dieses Mandat behielt er bis 1889. Seine Partei nominierte ihn für die Gouverneurswahlen des Jahres 1888 als ihren Kandidaten.

## Gouverneur von Kansas
Nach der erfolgreichen Wahl konnte Humphrey sein neues Amt am 14. Januar 1889 antreten. Nach seiner Wiederwahl im Jahr 1890 konnte er eine insgesamt vierjährige Amtszeit absolvieren. Während dieser Zeit kam es innenpolitisch zu Unruhen wegen des in Kansas bestehenden Prohibitionsgesetzes, das aber weiterhin in Kraft blieb. Damals entstand aus der Farmers’ Alliance die Populist Party, die sich für soziale Belange einsetzte und damals in Kansas sehr beliebt war. Im Jahre 1890 gewann die neue Partei die Mehrheit im Staatsparlament. Damals wurde für alle Angestellten im öffentlichen Dienst des Landes Kansas der Achtstundentag eingeführt. Gleichzeitig wurde der erste Montag im September eines jeden Jahres als Tag der Arbeit zum Feiertag erklärt. Die Bevölkerung von Kansas wuchs rapide an. Gouverneur Humphrey förderte auch die Landwirtschaft seines Staates.
Nach dem Ende seiner Amtszeit war Humphrey wieder als Anwalt tätig. Ein Versuch, in den Kongress gewählt zu werden, war bereits 1892 gescheitert. Lyman Humphrey starb im September 1915. Er wurde in Independence beigesetzt. Humphrey war mit Amanda Leonard verheiratet, mit der er zwei Kinder hatte.